# Repubblica Socialista Sovietica Autonoma di Mordovia
La Repubblica Socialista Sovietica Autonoma di Mordovia (in russo Мордовская Автономная Советская Социалистическая Республика?, Mordovskaja Avtonomnaja Sovetskaja Socialističeskaja Respublika; in erzo: Мордовскяй Автономнай Советскяй Социалистическяй Республикась, Mordovskjaj Avtonomnaj Sovetskjaj Socialističeskjaj Respublikaś; in mokša: Мордовской Автономной Советской Социалистической Республикась, Mordovskoj Avtonomnoj Sovetskoj Socialističeskoj Respublikaś), o RSSA Mordvina, era una repubblica autonoma della RSFS Russa all'interno dell'Unione Sovietica. Oggi è nota come la Repubblica di Mordovia e fa parte della Federazione Russa.

## Storia
La RSSA Mordvina venne istituita il 20 dicembre 1934 dopo la trasformazione dell'Oblast' autonomo di Mordovia nel Kraj di Kujbyšev. Quando quest'ultimo divenne un'oblast', la RSSA Mordvina venne separata e subordinata al controllo diretto della RSFS Russa.
Durante l'industrializzazione degli anni trenta voluta dal regime di Stalin, la gestione dell'industria manifatturiera venne cambiata ma la transizione alla gestione settoriale nel 1932 non portarono i risultati desiderati, nonostante la pianificazione economica su larga scala industriale e la marcata crescita degli investimenti nel settore.
In quel periodo, la RSSA Mordvina non riusciva a rispettare le quote di produzione fissate dai piani quinquennali ed economici, ma fu in grado di cambiare la propria organizzazione industriale e ad aumentare quindi il ritmo e il volume della produzione. Inoltre, il governo locale fece costruire nuove infrastrutture e ordinò la ricostruzione e l'ampliamento dei vecchi impianti di produzione.
Tra gli anni venti e trenta, l'economia mordvina fece largo uso della coercizione e dei prigionieri: dei 12 campi di lavoro correttivi del sistema gulag attivi in quel momento nell'URSS, 2 erano situati sul territorio della RSSA. Il 25 maggio 1931 venne aperto il Temlag a Temnikov, incluso poi nel 1948 nel Dubravlag di Javas.
Secondo i dati forniti dalla procura mordvina, durante le grandi purghe staliniane degli anni trenta furono uccisi 9 310 cittadini (8 030 uomini, 1 280 donne) della RSSA Mordvina, di cui 5 625 contadini, 873 operai, 649 impiegati, 651 sacerdoti e figure religiose, 1 100 prigionieri politici e altre 410 vittime. Secondo alcune fonti governative, il 15-20% della popolazione locale perse il diritto di voto. Negli anni successivi, si formò una nuova struttura di comando e amministrazione ai vertici della RSSA.
All'inizio del 1940, l'economia mordvina era prevalentemente agricola: la raccolta lorda era raddoppiata dal 1929, mentre la quantità di pane consegnata allo stato era quadruplicata. Tuttavia, il numero di stazioni per trattori e macchinari (mašinno-traktornaja stancija, MTS) stava lentamente crescendo, nonostante il lavoro sul campo fosse effettuato ancora manualmente mentre la produttività e nelle aziende agricole collettive rimaneva bassa. Nella Mordovia, nel 1940, vi erano 273 grandi imprese che davano lavoro a 24.000 persone. 
Nella regione del Volga, la Mordovia era uno dei principali produttori di cotone e funi, con industrie tessili, alimentari e per la lavorazione del legno. Il governo locale ebbe successo nel contrastare l'analfabetismo della popolazione, introducendo l'istruzione universale obbligatoria per 7 anni. Furono incentivate scuole e centri culturali come teatri e musei.

### Seconda guerra mondiale (1941-1945)
Durante la Grande Guerra Patriottica, la RSSA Mordvina partecipò attivamente nella lotta contro la Germania nazista: militari, membri del partito e del Komsomol e cittadini comuni si presentarono volontariamente ai centri di reclutamento per essere spediti al fronte tra le prime file.
Nel 1943, la Mordovia fu posta sotto il controllo diretto di Mosca e vennero create scuole di formazione per forze speciali, sciatori, piloti di cacciatorpediniere, specialisti, sabotatori e unità partigiane. Nella RSSA furono accolte e create unità militari, furono preparate basi partigiane nelle foreste dei rajon Zubovo-Poljanskij e Temnikovskij; il governo schierò unità militari dell'aviazione navale, divisioni dei battaglioni chimici della resistenza, treni blindati Bronepoezdae nonché battaglioni per le comunicazione e unità munite di sci. Circa 100.000 residenti della Mordovia furono mobilitati sulla linea di difesa nel Surskij rajon.
Sul territorio vennero realizzati 14 ospedali, di cui 6 situati a Saransk.
La produzione industriale mordvina venne adattata in base alle necessità delle forze armate, fornendo equipaggiamenti per l'Ucraina, la Bielorussia, Brjansk, Kursk, l'Oblast' di Orël e altre regioni del paese. Il rinnovamento delle industrie gettò le basi per lo sviluppo dei principali centri industriale della RSSA nel dopoguerra. Si sviluppò la cooperazione nel settore della pesca, dell'artigianato e delle comunicazioni e aumentò la produzione di indumenti, lane, pellicce, feltro e di alimenti.
La Mordovia perse circa 80.000 persone in seguito alle evacuazioni e agli arruolamenti, ma ospitò più di 3.000 bambini nei campi del Komsomol e nei 26 nuovi orfanotrofi e collegi. Nei primi mesi della guerra, i residenti mordvini rimasti adottarono più di 1 300 bambini.
La RSS Mordvina sostenne le vittime dell'occupazione nazista nelle regioni vicine e fornì assistenza durante l'assedio di Leningrado.
Nelle regioni vicine (Baschiria, Udmurtia, Tataria, Ul'janovsk, oblast' di Kuibyšev) durante la guerra, il numero di lavoratori aumentò mentre diminuì in Mordovia da 95,6 a 83,4 mila persone. Oltre 100.000 persone furono insignite della Medaglia al merito del lavoro durante la grande guerra patriottica del 1941-1945.
Dalla Mordovia partirono per il fronte più di 240.000 persone di nazionalità diverse e quasi 100.000 soldati e comandanti ricevettero ordini e medaglie. Nella Mordovia sono stati nominati 104 eroi dell'Unione Sovietica e 25 cavalieri di terza classe dell'Ordine della Gloria.

### Dopoguerra
La seconda guerra mondiale provocò conseguenze gravi per la Mordovia: vi furono 131.000 morti e la manodopera scarseggiava poiché quasi tutta la popolazione in età lavorativa era stata chiamata al fronte. I kolchozy non avevano più contadini né attrezzature e macchine agricole, comportando un ritardo nella raccolta in primavera. Inoltre la resa era diminuita.
Tra la fine del 1945 e gli inizi del 1946 tornarono più di 37.000 persone e il 1 ottobre 1946, più di 3 200 nativi mordvini ritornarono a casa dalla prigionia, quasi la metà passò attraverso un controllo rigoroso delle cause e delle circostanze della loro cattura.
Nella primavera del 1946, la RSSA Mordvina fu colpita dalla siccità che portò ad un calo notevole della produzione, portando lo stato ad aumentare al 52% la quota di grano che i kolchozy e le fattorie statali erano obbligate a consegnare, subendo anche dei sequestri. La conseguente carestia colpì gli abitanti di città e villaggi: nell'agosto del 1947, vi erano oltre 76.000 affamati e distrofici. La popolazione iniziò a mangiare cereali e patate marci e il tasso di mortalità aumentò in maniera notevole. Il Consiglio dei commissari del popolo della RSSA Mordvina e il Comitato del PCUS dell'Oblast' cercarono in fretta delle soluzioni che riuscirono comunque a migliorare la situazione nei villaggi, mentre nel dicembre del 1947 venne attuata un'onerosa riforma monetaria che contribuì a stabilizzare la situazione finanziaria della Mordovia. Oltre al calo dei prezzi, vi furono carenze di cibo e beni di consumo mentre le riserve di materie prime si rivelarono insufficienti.
Negli anni successivi, quando la situazione nella repubblica era migliorata, l'industria mordvina venne ammodernata e le tecnologie usate nella produzione furono sostituite con quelle più recenti. Sorsero nuove imprese che andarono ad affiancare quelle ricostruite, aumentando il volume della produzione industriale lorda del 19% tra il 1940 e il 1950.
I kolchozy furono ampliati, aumentando la produzione e riducendo i costi della produzione ridotta. Il governo centrale aumentò inoltre la fornitura di semi, fertilizzanti, carburante e ricambi per le macchine, riducendo drasticamente la quantità del lavoro manuale e aumentando la produttività e il ritmo dello sviluppo. 
Tra il 1946 e il 1950 venne avviata la costruzione di oltre 20.000 abitazioni nei villaggi e nelle città della Mordovia, assieme a stabilimenti chimici industriali e centrali elettriche.
Nel corso di sei anni, tra il 1959 e il 1965, la RSSA Mordvina divenne una repubblica industriale.
Le nuove riforme economiche portarono ad un maggior sostegno alle famiglie e all'eliminazione dei sovnarchozy. Allo stesso tempo, venne concepito un nuovo sistema di pianificazione e gestione dell'economia e delle aziende statali: tra le prime aziende ad essere sottoposte ad un nuovo controllo vi era la Elektrovyprjamitel’, società di Saransk ancora attiva e specializzata nell'elettronica dove nel 1966 un gruppo di scienziati e tecnici venne insignito del premio Lenin per la scienza e la tecnica. Nello stesso anno, lo stabilimento ricevette anche il primo Ordine della Bandiera rossa del lavoro.
Tra il 1966 e il 1970 Con i nuovi principi per la pianificazione economica, la RSSA Mordvina ricevette un maggior quantitativo di materie prime e strumenti rispetto ai precedenti 15 anni. Il tasso della crescita industriale era il più elevato della regione del Volga-Vjatka e dell'intera RSFS Russa, e il 53% della produzione era rappresentata dall'industria pesante.
Dal 1967, Mordovia è diventata una repubblica completamente elettrificata: il consumo di energia elettrica di un singolo lavoratore era aumentato nel 1970 di 1,3 volte rispetto al 1965.
All'inizio degli anni settanta, nella RSSA Mordvina furono fatti i primi tentativi di aumentare al livello statale la pianificazione, la produzione industriale e lo sviluppo scientifico, portando ad una accentramento delle fabbriche. Con l nuovo sistema, 241 imprese lavoravano producendo il 95% dell'intero settore industriale mordvino. La prima grande associazione della Mordovia fu la Svetotechnika con le filiali di Čamzinskij e Atjurevskij. L'industria della Mordovia venne diversificata e divenne più innovativa; inoltre, dopo l'introduzione di nuove misure per le nuove tecnologie, vi fu un risparmio di circa 2 milioni di rubli e vennero creati 530 nuovi posti di lavoro. L'impiego di nuove macchine rese i ritmi di produzione più veloci e vi furono sviluppi nel settore chimico e tessile.
All'inizio degli anni ottanta, la produzione elettrica diminuì progressivamente ma si stabilizzò nel 1983. L'edilizia continuò ad avere un ruolo significativo nell'industria della RSSA Mordvina. Il volume totale della produzione di materiali nel 1985 è stato del 119% nel 1980 Una situazione simile si ebbe nella silvicoltura e nella lavorazione del legno, con dei volumi rispettivamente del 118% e del 110%. L'industria leggera rappresentava il 14,2% mentre l'industria alimentare rappresentava il 15,2%.
Tuttavia, continuarono a verificarsi delle crisi economiche sempre più gravi nella RSSA Mordvina, con un calo dei guadagni e un maggior indebitamento verso il governo centrale. Il programma dell'Unione Sovietica per il periodo fino al 1990 venne considerato come un'opportunità per superare le criticità nelle città e nei villaggi, portando a maggiori incentivi alle famiglie senza però fermare lo spopolamento delle campagne. Il volume della produzione lorda con l'undicesimo piano quinquennale (1981-1985) aumentò del 12% sia nelle fattorie collettive sia in quelle statali.

### Dissoluzione dell'URSS
Il 7 dicembre 1990, la RSSA Mordvina adottò la Dichiarazione sullo status legale della Repubblica di Mordovia (Декларация о государственно-правовом статусе республики), diventando così la RSS di Mordovia. Il 24 maggio 1991, il Congresso dei deputati del popolo della Russia introdusse il relativo emendamento all'art. 71 della Costituzione della RSFSR.
Dopo la dissoluzione dell'Unione Sovietica nel 1991,  la RSS Mordvina firmò nel 1992 il Trattato delle Federazioni (Федеративный договор) tra il governo russo e 18 delle 20 repubbliche autonome della Russia.
Il 25 dicembre 1993 entrò in vigore la Costituzione della Federazione Russa, in base alla quale la RSS Mordvina venne ribattezzata in Repubblica di Mordovia. Le decisioni relative al nuovo status furono prese il 25 gennaio 1994 dal Consiglio Supremo della Repubblica.